# از بهشت رانده شده
از بهشت رانده شده (عربی: طريد الفردوس) یک فیلم به کارگردانی فطین عبدالوهاب است که در سال ۱۹۶۵ منتشر شد. از بازیگران آن می‌توان به فرید شوقی اشاره کرد.